# Shanghai Masters 2019 - Qualificazioni singolare
Le qualificazioni del singolare del Rolex Shanghai Masters 2019 sono state un torneo di tennis preliminare per accedere alla fase finale della manifestazione. I vincitori dell'ultimo turno sono entrati di diritto nel tabellone principale. In caso di ritiro di uno o più giocatori aventi diritto a questi sono subentrati i lucky loser, ossia i giocatori che hanno perso nell'ultimo turno ma che avevano una classifica più alta rispetto agli altri partecipanti che avevano comunque perso nel turno finale.

## Teste di serie
1. Pablo Carreño Busta (qualificato)
2. Adrian Mannarino (primo turno)
3. Daniel Evans (ultimo turno)
4. Alexander Bublik (qualificato)
5. Juan Ignacio Londero (qualificato)
6. Marco Cecchinato (qualificato)
7. Cameron Norrie (qualificato)

1. Jérémy Chardy (qualificato)
2. Nicolás Jarry (primo turno)
3. Yoshihito Nishioka (ultimo turno)
4. Feliciano López (primo turno)
5. Thomas Fabbiano (ultimo turno)
6. Damir Džumhur (ultimo turno)
7. Alexei Popyrin (primo turno)

## Qualificati
1. Pablo Carreño Busta
2. Vasek Pospisil
3. Jérémy Chardy
4. Alexander Bublik

1. Juan Ignacio Londero
2. Marco Cecchinato
3. Cameron Norrie

## Tabellone

### Legenda
| - Q = Qualificato - WC = Wild card - LL = Lucky loser | - ALT = Alternate - SE = Special Exempt - PR = Protected Ranking | - w/o = Walkover - r = Ritirato - d = Squalificato |

### Sezione 1
|  | Primo turno | Primo turno         | Primo turno         | Primo turno | Primo turno |  |  | Ultimo turno | Ultimo turno        | Ultimo turno        | Ultimo turno | Ultimo turno |  |
|  |             |                     |                     |             |             |  |  |              |                     |                     |              |              |  |
|  | 1           | Pablo Carreño Busta | Pablo Carreño Busta | 7           | 7           |  |  |              |                     |                     |              |              |  |
|  | WC          | Wu Di               | Wu Di               | 63          | 65          |  |  | 1            | Pablo Carreño Busta | Pablo Carreño Busta | 6            | 6            |  |
|  | WC          | He Yecong           | He Yecong           | 5           | 4           |  |  | 11           | Dominik Koepfer     | Dominik Koepfer     | 3            | 1            |  |
|  | 11          | Dominik Koepfer     | Dominik Koepfer     | 7           | 6           |  |  |              |                     |                     |              |              |  |

### Sezione 2
|  | Primo turno | Primo turno       | Primo turno       | Primo turno | Primo turno |  |  | Ultimo turno | Ultimo turno      | Ultimo turno      | Ultimo turno | Ultimo turno |  |
|  |             |                   |                   |             |             |  |  |              |                   |                   |              |              |  |
|  | 2           | Adrian Mannarino  | Adrian Mannarino  | 5           | 1           |  |  |              |                   |                   |              |              |  |
|  | PR          | Vasek Pospisil    | Vasek Pospisil    | 7           | 6           |  |  | PR           | Vasek Pospisil    | Vasek Pospisil    | 7            | 7            |  |
|  |             | Marcel Granollers | Marcel Granollers | 6           | 6           |  |  |              | Marcel Granollers | Marcel Granollers | 5            | 62           |  |
|  | 14          | Alexei Popyrin    | Alexei Popyrin    | 4           | 4           |  |  |              |                   |                   |              |              |  |

### Sezione 3
|  | Primo turno | Primo turno   | Primo turno   | Primo turno | Primo turno |  |  | Ultimo turno | Ultimo turno  | Ultimo turno | Ultimo turno | Ultimo turno |  |
|  |             |               |               |             |             |  |  |              |               |              |              |              |  |
|  | 3           | Daniel Evans  | 6             | 3           | 6           |  |  |              |               |              |              |              |  |
|  |             | Bernard Tomić | 2             | 6           | 0           |  |  | 3            | Daniel Evans  | 6            | 4            | 4            |  |
|  |             | Aslan Karacev | Aslan Karacev | 4           | 0           |  |  | 8            | Jérémy Chardy | 2            | 6            | 6            |  |
|  | 8           | Jérémy Chardy | Jérémy Chardy | 6           | 6           |  |  |              |               |              |              |              |  |

### Sezione 4
|  | Primo turno | Primo turno        | Primo turno      | Primo turno | Primo turno |  |  | Ultimo turno | Ultimo turno       | Ultimo turno       | Ultimo turno | Ultimo turno |  |
|  |             |                    |                  |             |             |  |  |              |                    |                    |              |              |  |
|  | 4           | Alexander Bublik   | Alexander Bublik | 6           | 6           |  |  |              |                    |                    |              |              |  |
|  |             | Gonçalo Oliveira   | Gonçalo Oliveira | 4           | 4           |  |  | 4            | Alexander Bublik   | Alexander Bublik   | 6            | 6            |  |
|  |             | Peter Gojowczyk    | 3                | 6           | 3           |  |  | 10           | Yoshihito Nishioka | Yoshihito Nishioka | 3            | 2            |  |
|  | 10          | Yoshihito Nishioka | 6                | 2           | 6           |  |  |              |                    |                    |              |              |  |

### Sezione 5
|  | Primo turno | Primo turno          | Primo turno          | Primo turno | Primo turno |  |  | Ultimo turno | Ultimo turno         | Ultimo turno         | Ultimo turno | Ultimo turno |  |
|  |             |                      |                      |             |             |  |  |              |                      |                      |              |              |  |
|  | 5           | Juan Ignacio Londero | Juan Ignacio Londero | 6           | 7           |  |  |              |                      |                      |              |              |  |
|  |             | Viktor Troicki       | Viktor Troicki       | 4           | 64          |  |  | 5            | Juan Ignacio Londero | Juan Ignacio Londero | 6            | 7            |  |
|  |             | Bradley Klahn        | 7                    | 3           | 7           |  |  |              | Bradley Klahn        | Bradley Klahn        | 4            | 68           |  |
|  | 9           | Nicolás Jarry        | 64                   | 6           | 5           |  |  |              |                      |                      |              |              |  |

### Sezione 6
|  | Primo turno | Primo turno      | Primo turno | Primo turno | Primo turno |  |  | Ultimo turno | Ultimo turno     | Ultimo turno     | Ultimo turno | Ultimo turno |  |
|  |             |                  |             |             |             |  |  |              |                  |                  |              |              |  |
|  | 6           | Marco Cecchinato | 6           | 67          | 6           |  |  |              |                  |                  |              |              |  |
|  | WC          | Sun Fajing       | 3           | 7           | 2           |  |  | 6            | Marco Cecchinato | Marco Cecchinato | 7            | 6            |  |
|  |             | Tatsuma Itō      | 6           | 62          | 2           |  |  | 13           | Damir Džumhur    | Damir Džumhur    | 5            | 3            |  |
|  | 13          | Damir Džumhur    | 4           | 7           | 6           |  |  |              |                  |                  |              |              |  |

### Sezione 7
|  | Primo turno | Primo turno     | Primo turno    | Primo turno | Primo turno |  |  | Ultimo turno | Ultimo turno    | Ultimo turno    | Ultimo turno | Ultimo turno |  |
|  |             |                 |                |             |             |  |  |              |                 |                 |              |              |  |
|  | 7           | Cameron Norrie  | Cameron Norrie | 6           | 6           |  |  |              |                 |                 |              |              |  |
|  |             | Brayden Schnur  | Brayden Schnur | 3           | 3           |  |  | 7            | Cameron Norrie  | Cameron Norrie  | 6            | 6            |  |
|  | WC          | Hua Runhao      | 6              | 0           | 62          |  |  | 12           | Thomas Fabbiano | Thomas Fabbiano | 4            | 4            |  |
|  | 12          | Thomas Fabbiano | 3              | 6           | 7           |  |  |              |                 |                 |              |              |  |